# Едгар Етелінг
Е́дгар Е́телінг також Едгар Вигнанець (близько 1051 — бл. 1126) — невизнаний та некоронований монарх Англії. Претендент до престолу після смерті Гарольда II, він підкорився Вільгельму Завойовнику після близько шести тижнів.

## Юність
Едгар був єдиним сином Едуарда Вигнанця, спадкоємця англійського престолу після смерті його батька Едмунда Залізнобокого, який 1016 року був змушений втекти з Англії, завойованої данськими вікінгами, та знайшов притулок в Угорщині. Матір'ю Едгара була принцеса Агата, яка походила, імовірно, з київського правлячого дому. Едгар народився в Угорщині й дитинство провів при дворі короля Ендре I Святого. У 1056 році батько Едгара вирушив до Англії на запрошення Едуарда Сповідника, який планував проголосити його своїм спадкоємцем, однак у лютому 1057 року Едуард Вигнанець помер. Невдовзі до Англії перебралась і Агата зі своїми дітьми — Едгаром, Маргаритою та Кристиною.
По смерті короля Едуарда Сповідника на початку 1066 року Едгар залишився єдиним представником чоловічої статі англійської королівської династії. Однак він був ще дитиною, яка не мала зв'язків з англосаксонською аристократією й не була здатна очолити країну в умовах зовнішньої загрози, що зростала. Тому 5 січня 1066 року королем Англії було обрано Гарольда Годвінсона, наймогутнішого магната королівства й фактичного правителя наприкінці царювання Едуарда Сповідника.

## Боротьба з Вільгельмом Завойовником
Коли у вересні 1066 року до Англії вторглись війська нормандського герцога Вільгельма, а король Гарольд 14 жовтня загинув у битві під Гастінгсом, англосаксонська аристократія звернулась до кандидатури Едгара Етелінга з надією, що його обрання королем дозволить консолідувати англосаксонську знать й організувати відсіч нормандській партії. Ймовірно, наприкінці жовтня у Лондоні вітенагемот проголосив Едгара королем Англії. Однак невдовзі місто було оточено військами Вільгельма. Стала очевидною неможливість набору нової армії для протистояння нормандцям. У листопаді у Воллінгфорді на бік Вільгельма перейшов архієпископ Стіганд, один з головних лідерів національної партії. За ним пішли й інші англосаксонські аристократи. Наприкінці листопада у Беркхемстеді клятву вірності Вільгельму склали Моркар, ерл Нортумбрії, Едвин, ерл Мерсії, Елдред, архієпископ Йоркський та інші. Вони визнали Вільгельма законним королем Англії. Едгар Етелінг був змушений відмовитись від титулу й на початку грудня підкоритись Вільгельму. Невдовзі той увійшов до Лондона, а 25 грудня був коронований королем Англії.
Після коронації Вільгельма Завойовника Едгар залишався при його дворі та супроводжував короля у його поїздці до Нормандії 1067 року. Однак уже влітку 1068 року він вирушив на північ, де брав участь у виступі ерлів Моркара та Едвіна проти нормандців. Після провалу заколоту Едгар разом зі своєю матір'ю й сестрами втік до Шотландії, де знайшов покровительство шотландського короля Малкольма III. У 1069 році Малкольм одружився з сестрою Едгара Маргаритою і визнав права Етелінга на англійський престол. За активної підтримки шотландців у 1069 році у Північній Англії спалахнуло масове англосаксонське повстання. Була сформована досить велика армія, на чолі якої встали Едгар Етелінг, Вальтеоф і Госпатрік. Повстанці з'єднались із військами данського короля Свена Естрідсена, що висадився у Нортумбрії, і захопили Йорк. Однак звістки про наближення основних сил короля Вільгельма змусили англосаксів відступити на північ. У 1070 році після отримання данини данці залишили Англію, а Госпатрік і Вальтеоф примирились з Вільгельмом й отримали значні земельні володіння. Едгар Етелінг, залишившись без підтримки, повернувся до Шотландії. До 1071 року повстання у Північній Англії було придушено.
З метою ліквідації загрози з боку англосаксонських біженців у 1072 році Вільгельм Завойовник здійснив похід до Шотландії. Його війська дійшли до Тею та змусили короля Малкольма III укласти угоду в Абернеті, зобов'язавши припинити підтримку англосаксів. Едгару довелось залишити Шотландію. Він знайшов новий притулок у Фландрії, де правив граф Роберт I Фріз, один з головних супротивників Вільгельма. Через графа Фландрії Едгар почав перемовини з королем Франції Філіпом I про спільні дії проти Вільгельма. Філіп I навіть запропонував Едгару місто Монтрой-сюр-Мер на узбережжі Ла-Маншу, яке могло стати базою для відвоювання Етелінгом Англії. Однак у 1074 році Едгар уклав мир з Вільгельмом, визнавши його англійським королем і склавши присягу вірності.

## Примирення з Вільгельмом Завойовником
Примирення Едгара з Вільгельмом Завойовником, ймовірно, було спричинено відсутністю реальної опори у Етелінга в Англії та підтримки за її межами для скинення влади нормандців. Адвокатами примирення також виступали шотландський король Малкольм III і його дружина Маргарита. За умовами угоди 1074 року Едгар визнав Вільгельма королем Англії та присягнув йому у вірності, за що отримав почесне місце при дворі короля, земельні володіння в Англії та Нормандії, а також пенсіон у розмірі 1 фунта на день. Понад десять років Едгар провів в оточенні Вільгельма, не висуваючи жодних претензій на корону. По мірі того, як влада Вільгельма в Англії укріплювалась, необхідність союзу з останнім представником англосаксонської династії зменшувалась. Стосунки короля й Едгара зіпсувались. 1086 року Вільгельм дозволив йому залишити Англію. Тоді він виїхав до Італії. Про цей період життя Етелінга джерела майже не подають достовірних відомостей.

## Війни в Шотландії та хрестовий похід
Після повернення з Італії Едгар перейшов на службу до нормандського герцога Роберта III Куртгеза, старшого сина Вільгельма Завойовника. Едгар підтримав виступи Роберта проти нового короля Англії Вільгельма II Руфуса, однак примирення правителів Нормандії та Англії у 1091 році призвело до конфіскації земельних володінь Етелінга та його еміграції до Шотландії. Ймовірно, з цим було пов'язано шотландське вторгнення 1091 року до Північної Англії. Відповіддю став похід Вільгельма II до Шотландії, коли англійські війська дійшли до Форта, однак не змогли завдати поразки армії Малкольма III. Едгар Етелінг виступив посередником з боку Шотландії на мирних перемовинах, що завершились поверненням Малкольму III кількох англійських селищ, за які останній приніс оммаж Вільгельму II. За умовами угоди король Англії також повернув Едгару його земельні володіння та майно, конфісковані після смерті Завойовника. За кілька років, у 1097 році Едгар Етелінг очолив англійське вторгнення до Шотландії, в ході якого було усунено нового шотландського короля Дональда Бана, а на престол зійшов Едгар, син Малкольма III і племінник Етелінга, прихильник зближення з Англією.
У 1098 році Едгар Етелінг слідом за герцогом Робертом Куртгезом вирушив у хрестовий похід до Палестини. Флот Етелінга, за свідченням Ордеріка Віталія, прибув у Святу землю у березні 1098 року й відіграв значну роль в взятті Антіохії у червні того самого року. За іншими свідченнями, однак, Етелінг прибув до Палестини набагато пізніше й перебував там до 1102 року. Після повернення з хрестового походу Етелінг оселився в Нормандії при дворі герцога Роберта. Він знову підтримав виступ останнього проти англійського короля, але у битві під Таншбре 1106 року нормандці були розбиті, а Едгар Етелінг узятий у полон королем Генріхом I. Невдовзі Едгара було пробачено й він оселився у своєму маєтку в Гартфордширі, де він і провів останні роки свого життя.

## Смерть і характер Едгара Етелінга
Помер Едгар Етелінг, ймовірно, близько 1125 року. Він ніколи не був одруженим та не мав дітей. Зі смертю Едгара згасла чоловіча лінія стародавньої англосаксонської королівської династії. Одруження короля Генріха I з племінницею Едгара Маргаритою дозволила легітимізувати претензії нормандських монархів на престол Англії. Сам Едгар Етелінг упродовж свого довгого життя не здійснював, за винятком періоду безпосередньо після нормандського завоювання, жодних спроб повернути собі англійську корону. Сучасники (наприклад, Ордерік Віталій) пов'язували це з м'якістю характеру й нерішучістю Етелінга, якостями, що різко контрастували з енергійністю та агресивністю королів Нормандської династії.

## Фамільне Дерево
| Етельред Нерозумний | Етельред Нерозумний | Етельред Нерозумний | Етельред Нерозумний | Етельред Нерозумний | Етельред Нерозумний |                    |                    | Ельфґіфу           | Ельфґіфу           | Ельфґіфу | Ельфґіфу | Ельфґіфу         | Ельфґіфу         |                  |                  | Втрачено         | Втрачено         | Втрачено | Втрачено | Втрачено | Втрачено |          |          | Втрачено | Втрачено | Втрачено | Втрачено | Втрачено      | Втрачено |  |  | Володимир Великий | Володимир Великий | Володимир Великий | Володимир Великий | Володимир Великий | Володимир Великий |                |                | Рогнеда        | Рогнеда        | Рогнеда | Рогнеда | Рогнеда        | Рогнеда        |                |                | Улоф Шетконунг | Улоф Шетконунг | Улоф Шетконунг | Улоф Шетконунг | Улоф Шетконунг | Улоф Шетконунг |           |           | Астрід Ободритська | Астрід Ободритська | Астрід Ободритська | Астрід Ободритська | Астрід Ободритська | Астрід Ободритська |  |  |
| Етельред Нерозумний | Етельред Нерозумний | Етельред Нерозумний | Етельред Нерозумний | Етельред Нерозумний | Етельред Нерозумний |                    |                    | Ельфґіфу           | Ельфґіфу           | Ельфґіфу | Ельфґіфу | Ельфґіфу         | Ельфґіфу         |                  |                  | Втрачено         | Втрачено         | Втрачено | Втрачено | Втрачено | Втрачено |          |          | Втрачено | Втрачено | Втрачено | Втрачено | Втрачено      | Втрачено |  |  | Володимир Великий | Володимир Великий | Володимир Великий | Володимир Великий | Володимир Великий | Володимир Великий |                |                | Рогнеда        | Рогнеда        | Рогнеда | Рогнеда | Рогнеда        | Рогнеда        |                |                | Улоф Шетконунг | Улоф Шетконунг | Улоф Шетконунг | Улоф Шетконунг | Улоф Шетконунг | Улоф Шетконунг |           |           | Астрід Ободритська | Астрід Ободритська | Астрід Ободритська | Астрід Ободритська | Астрід Ободритська | Астрід Ободритська |  |  |
|                     |                     |                     |                     |                     |                     |                    |                    |                    |                    |          |          |                  |                  |                  |                  |                  |                  |          |          |          |          |          |          |          |          |          |          |               |          |  |  |                   |                   |                   |                   |                   |                   |                |                |                |                |         |         |                |                |                |                |                |                |                |                |                |                |           |           |                    |                    |                    |                    |                    |                    |  |  |
|                     |                     |                     |                     | Едмунд Залізобокий  | Едмунд Залізобокий  | Едмунд Залізобокий | Едмунд Залізобокий | Едмунд Залізобокий | Едмунд Залізобокий |          |          |                  |                  |                  |                  |                  |                  |          |          | Еальдґіт | Еальдґіт | Еальдґіт | Еальдґіт | Еальдґіт | Еальдґіт |          |          |               |          |  |  |                   |                   |                   |                   | Ярослав Мудрий    | Ярослав Мудрий    | Ярослав Мудрий | Ярослав Мудрий | Ярослав Мудрий | Ярослав Мудрий |         |         |                |                |                |                |                |                |                |                | Інгігерда      | Інгігерда      | Інгігерда | Інгігерда | Інгігерда          | Інгігерда          |                    |                    |                    |                    |  |  |
|                     |                     |                     |                     | Едмунд Залізобокий  | Едмунд Залізобокий  | Едмунд Залізобокий | Едмунд Залізобокий | Едмунд Залізобокий | Едмунд Залізобокий |          |          |                  |                  |                  |                  |                  |                  |          |          | Еальдґіт | Еальдґіт | Еальдґіт | Еальдґіт | Еальдґіт | Еальдґіт |          |          |               |          |  |  |                   |                   |                   |                   | Ярослав Мудрий    | Ярослав Мудрий    | Ярослав Мудрий | Ярослав Мудрий | Ярослав Мудрий | Ярослав Мудрий |         |         |                |                |                |                |                |                |                |                | Інгігерда      | Інгігерда      | Інгігерда | Інгігерда | Інгігерда          | Інгігерда          |                    |                    |                    |                    |  |  |
|                     |                     |                     |                     |                     |                     |                    |                    |                    |                    |          |          |                  |                  |                  |                  |                  |                  |          |          |          |          |          |          |          |          |          |          |               |          |  |  |                   |                   |                   |                   |                   |                   |                |                |                |                |         |         |                |                |                |                |                |                |                |                |                |                |           |           |                    |                    |                    |                    |                    |                    |  |  |
|                     |                     |                     |                     |                     |                     |                    |                    |                    |                    |          |          | Едуард Вигнанець | Едуард Вигнанець | Едуард Вигнанець | Едуард Вигнанець | Едуард Вигнанець | Едуард Вигнанець |          |          |          |          |          |          |          |          |          |          |               |          |  |  |                   |                   |                   |                   |                   |                   |                |                |                |                |         |         | Агата Київська | Агата Київська | Агата Київська | Агата Київська | Агата Київська | Агата Київська |                |                |                |                |           |           |                    |                    |                    |                    |                    |                    |  |  |
|                     |                     |                     |                     |                     |                     |                    |                    |                    |                    |          |          | Едуард Вигнанець | Едуард Вигнанець | Едуард Вигнанець | Едуард Вигнанець | Едуард Вигнанець | Едуард Вигнанець |          |          |          |          |          |          |          |          |          |          |               |          |  |  |                   |                   |                   |                   |                   |                   |                |                |                |                |         |         | Агата Київська | Агата Київська | Агата Київська | Агата Київська | Агата Київська | Агата Київська |                |                |                |                |           |           |                    |                    |                    |                    |                    |                    |  |  |
|                     |                     |                     |                     |                     |                     |                    |                    |                    |                    |          |          |                  |                  |                  |                  |                  |                  |          |          |          |          |          |          |          |          |          |          |               |          |  |  |                   |                   |                   |                   |                   |                   |                |                |                |                |         |         |                |                |                |                |                |                |                |                |                |                |           |           |                    |                    |                    |                    |                    |                    |  |  |
|                     |                     |                     |                     |                     |                     |                    |                    |                    |                    |          |          |                  |                  |                  |                  |                  |                  |          |          |          |          |          |          |          |          |          |          | Едгар Етелінг |          |  |  |                   |                   |                   |                   |                   |                   |                |                |                |                |         |         |                |                |                |                |                |                |                |                |                |                |           |           |                    |                    |                    |                    |                    |                    |  |  |